# Хасімото Дайкі
Хашімото Дайкі (нар. 7 серпня 2001, Наріта (Чіба)) — японський гімнаст. Призер чемпіонату світу. Наймолодший олімпійський чемпіон в багатоборстві в історії спортивної гімнастики, срібний призер Олімпійських ігор в Токіо в командному багатоборстві.

## Біографія
Обидва старші брати Такуя та Кенго змагались в спортивній гімнастиці на клубному та університетському рівні.
Навчається у муніципальній старшій школі Фунабаші (Чіба).

## Спортивна кар'єра
Спортивною гімнастикою займається з шести років, пішов за старшими братами. В молодшій школі через постійні травми значних досягнень не було, але перехід до муніципальної старшої школи Фунабаші (Чіба) з сильною секцією спортивної гімнастики за рік дав істотний приріст складності програм та якості виконань, що дозволило потрапити до складу збірної Японії.

#### 2019
Через травми Кохея Утімури та Кензо Шірая потрапив до складу збірної Японії на чемпіонат світу 2019 року, де став другим в історії Японії старшокласником після Кензо Шірая на чемпіонатах світу 2013 та 2014 роках. У кваліфікації продемонстрував найкращі в збірній результати в чотирьох видах програми: у вільних вправах, на коні, в опорному стрибку та поперечині. У командному фіналі разом з Казумою Кая, Какеру Танігавою, Ватару Танігавою та Юя Камото здобув бронзову нагороду. У фіналі вправи на коні був дев'ятим, а на поперечині — четвертим.

#### 2024
16 травня через травму середнього пальця правої руки знявся з турніру NHK Trophy.

## Результати на турнірах
| Рік             | Змагання                      | КБ | ІБ | Вільні вправи | Кінь | Кільця | Опорний стрибок | Паралельні бруси | Перекладина |
| --------------- | ----------------------------- | -- | -- | ------------- | ---- | ------ | --------------- | ---------------- | ----------- |
| 2019            | Чемпіонат світу               | 3  |    | 11            | 9    |        |                 |                  | 4           |
| 2020            | American Cup                  |    | 5  |               |      |        |                 |                  |             |
| 2021            | Олімпійські ігри              | 2  | 1  | 10            | 8    | 27     |                 | 10               | 1           |
| 2021            | Студентський чемпіонат Японії |    | 1  |               |      |        |                 |                  |             |
| 2021            | Чемпіонат світу               |    | 2  | 5             | 4    | 28     |                 | 4                | 2           |
| 2022            |                               |    |    |               |      |        |                 |                  |             |
| Чемпіонат світу | 2                             | 1  | 2  | 109           | 11   |        | 16              | 2                |             |
| 2023            | Універсіада                   | 2  |    |               |      |        |                 |                  |             |
| 2023            | Чемпіонат світу               | 1  | 1  | 7             | 50   | 28     |                 | 13               | 1           |
| 2024            | Олімпійські ігри              | 1  | 6  |               |      |        |                 |                  |             |